# 2023年弗拉基米爾·澤連斯基訪問歐洲
2023年5月，烏克蘭總統弗拉基米爾·澤倫斯基多次不定期訪問歐洲多國。5月3日，澤倫斯基前往芬蘭，與北歐五國的領導人會面。5月4日，澤倫斯基前往荷蘭，與比利時首相和荷蘭首相會面，並參觀國際刑事法院。
而5月13日到15日，澤倫斯基訪問意大利、梵蒂岡、德國、法國和英國等五個歐洲國家，與各國領導人會面。

## 背景
2022年2月24日，俄羅斯入侵烏克蘭，導致俄烏戰爭大幅升級。自入侵開始以來，澤倫斯基進行了多次國際訪問，包括於2022年訪問美國，以及在2023年2月訪問英國。

## 5月3日至5月5日

### 芬蘭
5月3日，澤倫斯基乘坐荷蘭政府專機從波蘭出發往赫爾辛基，首先在芬蘭總統府受到芬蘭總統紹利·尼尼斯托的接見。隨後，他與即將卸任的芬蘭總理桑娜·馬林、新任總理彼得里·奧爾波和芬蘭外交部長佩卡·哈維斯托一起出席午餐會。當日下午舉行了一場北歐-烏克蘭峰會，來自北歐五國的政要與澤倫斯基會面，包括瑞典首相烏爾夫·克里斯特松、挪威首相約納斯·加爾·斯特勒、丹麥首相梅特·弗雷澤里克森和冰島總理卡特琳·雅各布斯多蒂爾以及馬林。北歐國家支持的議題包括增加對烏克蘭的軍事和人道援助，以及支持烏克蘭最終加入北約和歐盟。

### 荷蘭
5月3日，澤連斯基搭乘同一架荷蘭政府專機飛往阿姆斯特丹史基浦機場。隔日，他會見了荷蘭首相馬克·呂特。
這次訪問的時間受到批評，因為5月4日正值荷蘭紀念第二次世界大戰死難者的國家死難者紀念日。批評者指責呂特關注的是烏克蘭而不是荷蘭的戰爭傷亡。自由黨和民主論壇等反對黨作出批評，農民-公民運動領袖卡羅琳·范德普拉斯抵制與澤倫斯基的會面。呂特駁斥了這些批評，並表示如果澤連斯基「說他會來，我們會為此騰出時間接待他」。

#### 參觀國際刑事法院
5月4日，澤倫斯基訪問了位於荷蘭海牙的國際刑事法院，並與其領導層會面。他還與荷蘭總理呂特和比利時首相亞歷山大·德克羅會面。該法院此前已經對俄羅斯總統弗拉基米爾·普京和他的兒童事務專員瑪麗亞·利沃娃-别洛娃發出逮捕令。

## 5月13日至5月15日

### 意大利

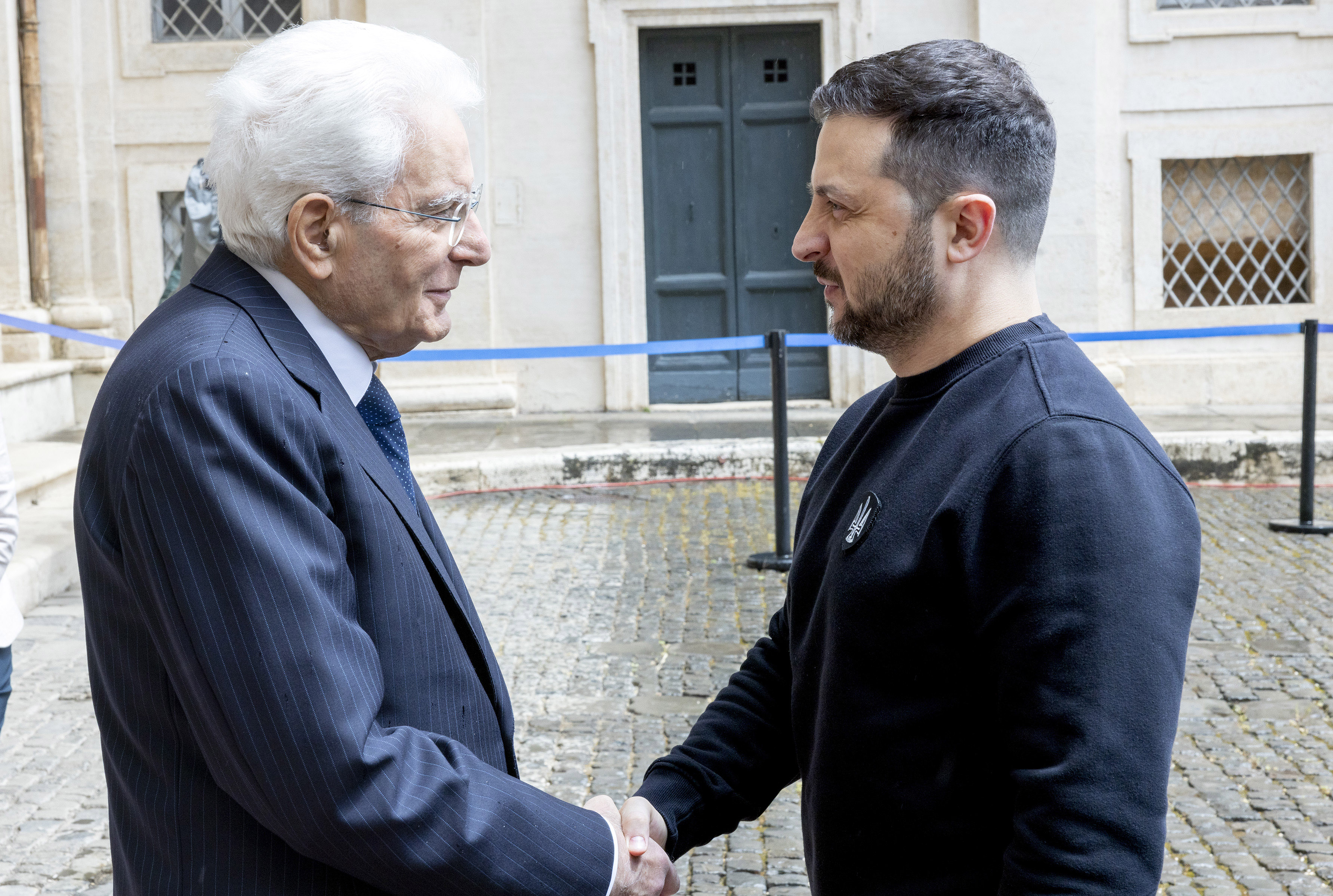
5月13日，烏克蘭總統澤倫斯基和意大利總統馬塔雷拉在羅馬會面

5月13日，澤連斯基經羅馬-錢皮諾機場抵達羅馬，受到意大利外交部長安東尼奧·塔亞尼的接待。他隨後前往奎里納萊宮，與意大利總統塞爾焦·馬塔雷拉會面。馬塔雷拉告訴澤連斯基：「我們完全站在你這邊。」澤連斯基然後在基吉宮與意大利總理喬治亞·梅洛尼會面。自俄羅斯入侵烏克蘭開始以來，意大利向烏克蘭提供了約10億歐元的軍事和人道援助。梅洛尼在兩人會談一小時後表示，意大利將繼續向烏克蘭提供援助，並進一步支持該國加入歐盟的願望。這些保證是在意大利對向烏克蘭提供進一步援助感到擔憂的時候發出的，而梅洛尼政府聯盟夥伴對此表示關切，他們過去與克里姆林宮的關係也讓一些觀察家感到擔憂。

### 梵蒂岡
澤連斯基乘車從羅馬前往梵蒂岡，與教宗方濟各會面，兩人在40分鐘的會談中討論烏克蘭與俄羅斯持續戰爭的和平之路。這次會面是在方濟各今年稍早時發表評論之後舉行，他暗示梵蒂岡將在俄羅斯和烏克蘭之間的和平談判中擔任調解角色。在會面期間，澤連斯基要求方濟各支持烏克蘭十點和平計劃，並要求他譴責俄羅斯在戰爭期間犯下的戰爭罪行。兩人還討論了烏克蘭兒童面臨的人道主義狀況，據估計有10000名兒童在戰爭期間被綁架到俄羅斯，方濟各此前曾對此表示擔憂。

### 德國
澤倫斯基的德國之行幾乎被取消，因為其往德國訪問的計劃在網路上被洩密，對這次旅行構成了潛在的安全威脅。事因柏林報紙《B.Z.》於5月4日首次報導此次柏林之行，並引用柏林警察一名警官洩漏的資訊。該部門不久後展開調查。
5月14日，澤倫斯基乘坐從羅馬出發的德國空軍飛機抵達柏林。德國是僅次於美國的烏克蘭重要武器和援助供應國，儘管其在戰爭初期對提供烏克蘭致命武器較為猶豫。在澤倫斯基抵達的前一天，德國宣佈向烏克蘭提供總額27億歐元的新援助方案。澤倫斯基受到了德國總統弗蘭克-瓦爾特·施泰因邁爾的接待，然後與德國總理奧拉夫·舒爾茨會面。在與舒爾茨的記者會上，澤倫斯基讚揚了德國的新援助方案。舒爾茨則回應了一個關於德國是烏克蘭第二大支緩國的問題，他說他的國家希望成為第一位。
澤倫斯基和舒爾茨隨後一起飛往亞琛。澤倫斯基「和烏克蘭人」因他們「支持和捍衛歐洲價值」的努力而獲得查理曼獎。他還與歐盟委員會主席烏爾蘇拉·馮德萊恩會面。

### 法國
5月14日晚，澤倫斯基乘坐法國政府專機離開德國，抵達巴黎。澤倫斯基在愛麗舍宮與法國總統埃馬紐埃爾·馬克龍共進了三小時的晚餐，其中一小時只有兩位領導人單獨會談。馬克龍向澤倫斯基保證，未來幾週將向烏克蘭提供更多的防空系統、坦克和裝甲車，包括法國的AMX 10 RC裝甲車。

### 英國

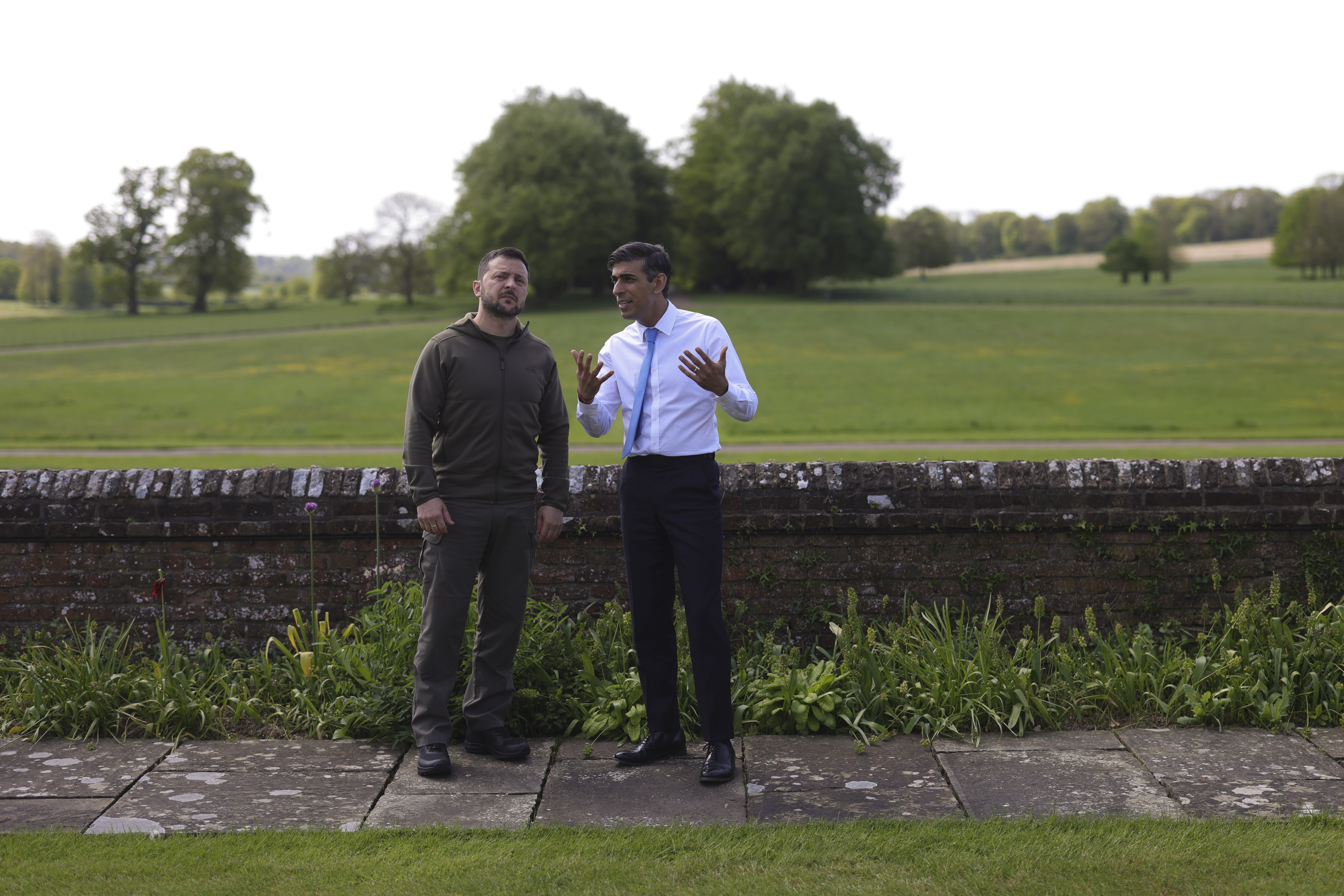
5月15日，烏克蘭總統澤連斯基和英國首相辛偉誠在契克斯莊園

5月15日，澤倫斯基抵達英國的契克斯莊園，與英國首相辛偉誠會面。澤倫斯基是辛偉誠在契克斯莊園接待的第一位外國領導人，兩人在花園裡擁抱後，在室內進行了兩小時的會談。兩人討論了戰鬥機的運輸問題，辛偉誠承諾提供更多無人機和防空導彈，包括暴風影導彈。

## 分析
據《威斯康星州日報》引用觀察家分析，澤倫斯基這次出訪西歐和北歐國家是為了確保這些國家在烏克蘭對俄戰爭中繼續提供軍事、外交和人道主義支持。這次訪問被認為是成功的，多個國家承諾提供援助，甚至包括那些先前對繼續武裝烏克蘭猶豫不決的國家。這次訪問是在烏克蘭發動反攻的背景下進行的，反攻的重點是爭奪巴赫穆特和頓巴斯地區的控制權。澤連斯基在歐洲之行即將結束時抵達法國，闡述了他此行的目標：「每次訪問，烏克蘭的防禦和進攻能力都會增強」，並且「與歐洲的聯繫越來越緊密，而俄羅斯面臨的壓力越來越大。」
澤連斯基表示，他希望在歐洲之行期間建立一個「戰鬥機聯盟」，目的是獲得更多對抗俄羅斯空中力量至關重要的武器。英國和荷蘭政府同意這一國際聯盟，而德國和F-16供應商美國並未立即改變立場。

## 後續
在接下來的一周，澤倫斯基進行了更多的國際訪問，這些訪問普遍認為這是為烏克蘭努力獲得更多軍事和人道主義援助以及外交支持。5月19日，澤倫斯基前往沙特阿拉伯，與王儲穆罕默德·本·薩勒曼會面，並出席2023阿拉伯國家聯盟首腦峰會。這次訪問與之前的歐洲之旅形成了鮮明的對比，因為阿拉伯國家在戰爭中採取了更加中立的立場，而其中一些成員國如敘利亞過去曾經接受過俄羅斯的外交和軍事援助。澤倫斯基當晚離開吉達，前往日本廣島，出席第49屆七大工業國組織會議。
5月19日，美國總統祖·拜登扭轉美國之前的立場，宣佈他們將為烏克蘭飛行員提供F-16戰鬥機的培訓；這一舉動是在澤倫斯基當月訪問歐洲大陸後，歐洲對他的支持上升的推動下加速進行的。這一舉動得到了荷蘭和英國政府的讚揚，並討論了在烏克蘭境外的歐洲某個地點進行數月之培訓計劃。7月，在立陶宛維爾紐斯舉行的的北約2023年維爾紐斯峰會上，宣布有11個北約國家同意為烏克蘭培訓F-16飛行員，並以羅馬尼亞的一個地點作為培訓基地。

## 另見
- 弗拉基米爾·澤倫斯基外事訪問列表
  - 2022年弗拉基米爾·澤連斯基訪問美國
  - 2023年弗拉基米爾·澤連斯基訪問英國
- 2023年祖·拜登訪問烏克蘭
- 2023年岸田文雄訪問烏克蘭